# گرند ریج (فلوریدا)
گرند ریج (به انگلیسی: Grand Ridge) شهرکی در شهرستان جکسون ایالت فلوریدا است که در سال ۱۹۵۱ بنیان‌گذاری شده‌است. این شهرک طبق سرشماری سال ۲۰۱۰ میلادی، ۸۹۲ نفر جمعیت داشته و مساحت آن نیز ۵٫۸ کیلومتر مربع است.